# Аргимбаев, Айдар Берикович
Айдар Берикович Аргимбаев (24 июля 1986, Алма-Ата) — казахстанский футболист, центральный нападающий.

## Биография
Воспитанник алма-атинского «Кайрата», тренер — Евгений Иванович Кузнецов. Взрослую карьеру начал в 2003 году резервных командах клуба — «Кайрате-2» и «Железнодорожнике», игравших в первой лиге. В составе «Железнодорожника» дважды забивал более 10 голов за сезон. В основном составе «Кайрата» дебютировал 8 апреля 2006 года в матче высшей лиги против «Окжетпеса» и в этой же игре впервые отличился голом. Всего за «Кайрат» сыграл в высшей лиге 25 матчей и забил 2 гола.
В начале сезона 2008 года выступал за «Энергетик-2» (Экибастуз), сыграл один матч в высшей лиге и один — в Кубке Казахстана.
Затем до конца карьеры играл в клубах первой лиги. Летом 2008 года выступал за «Иле-Саулет», а осенью — за «Тараз», с которым стал серебряным призёром первой лиги. В 2009 году вернулся в «Иле-Саулет», в котором провёл следующие пять сезонов и сыграл более 100 матчей. Победитель первой лиги Казахстана 2012 года, бронзовый призёр 2011 года. В 2013 году стал лучшим бомбардиром своей команды с 9 голами. В 2014—2015 годах играл за усть-каменогорский «Восток», стал серебряным призёром первой лиги 2015 года, также в том сезоне — лучший бомбардир своего клуба с 9 голами. Завершил карьеру в 2016 году в «Махтаарале».
Выступал в юношеской, молодёжной и олимпийской сборных Казахстана, в том числе в 2005 году сыграл 6 матчей за молодёжную сборную в отборочном турнире чемпионата Европы. Лучший бомбардир сборной Казахстана на всемирной Универсиаде 2007 года (4 гола).

## Личная жизнь
Отец, Берик Садвакасович (род. 1957) — футболист и тренер. В «Иле-Саулет» Айдар играл под руководством отца.